# Kuře Marengo
Kuře Marengo je tradiční francouzský pokrm. Skládá se z rozčtvrceného kuřete orestovaného na oleji a podávaného s omáčkou z rajčat, žampionů, oliv, česneku, bílého vína a koňaku. V původní verzi recept obsahoval také račí maso, to se však vzhledem k obtížné dostupnosti zpravidla vynechává. Tradiční přílohou je nasucho opečený toast s volským okem. Vznik pokrmu bývá spojován o osobou Napoleona Bonaparta.

## Vznik
Populární legenda spojuje vznik tohoto jídla s bitvou u Marenga, k níž došlo 14. června 1800. Napoleon Bonaparte údajně uspořádal hostinu na počest vítězství, ale vojenská kuchyně byla vyprázdněna dlouhým tažením a kuchař musel improvizovat: rozsekal kuřata šavlí, přidal k nim zeleninu a houby, které vojáci nasbírali v okolí, a říční raky, porce nastavil množstvím chleba. Napoleon si tento prostý pokrm oblíbil, protože mu připomínal vítěznou bitvu. Tato historka je ale dodatečným reklamním výmyslem, proti její autenticitě svědčí například to, že v polovině června nejsou v severní Itálii k dispozici zralá rajčata.
Historik Jiří Kovařík na svém blogu citoval z pamětí Napoleonova tajemníka Bourienna: „Jídali jsme takřka každé ráno kuře upravené na oleji a cibulce, skromné ragú, jemuž se dnes, tuším, říká, kuře po provensálsku a které udržuje na jídelních lístcích našich restaurantů slávu proslulé bitvy pod mnohem ambicióznějším názvem kuře a la Marengo.“